# Linear Executable
Linear eXecutable (LX) — 32-битный формат исполняемого файла, появившийся в OS/2 2.0. Может быть опознан по сигнатуре «LX» (ASCII).
Linear Executable (LE) — смешанный 16/32-битный формат исполняемого файла, появившийся в OS/2 2.0. Может быть идентифицирован по сигнатуре «LE» (ASCII). Не используется в настоящее время в OS/2, но использовался для драйверов VxD под Windows 3.x и Windows 9x.